# Luis Bayardo
Luis Bayardo  (Tecolotlán, 28 de outubro de 1935) é um ator mexicano de cinema e televisão.

## Carreira

### Telenovelas
- Sin tu mirada (2017-18) - Toríbio
- Corazón que miente (2016) - Gabriel Sáenz
- Pasión y poder (2015-2016) - Humberto Vallado[2].
- Muchacha italiana viene a casarse (2014-2015)- Juez
- Hasta el fin del mundo (2014-2015) - Sacerdote
- Libre para amarte (2013) - Virgilio Valencia
- Porque el amor manda (2012-2013) - Hernán
- Por ella soy Eva (2012) - Dr. Pedro Jiménez
- La fuerza del destino (2011) - Juez Porfirio
- Mar de amor (2009-2010) - Juez Moncada
- Mañana es para siempre (2008-2009) - Ciro Palafox
- Amor sin maquillaje (2007)
- Amar sin límites (2006-2007) - Don Jesús "Chucho" Rivera
- La esposa virgen (2005) - Sergio Valdez
- Piel de otoño (2005) - Rodrigo
- Amarte es mi pecado (2004) - Don Manolo Tapia
- Mi destino eres tú (2000) - Samuel Galindo Betancourt
- Ramona (2000) - Padre Sarriá
- Cuento de Navidad (1999-2000) - Esteban
- Preciosa (1998) - Tito Ruiz
- Lazos de amor (1995) - Edmundo Sandoval
- Alondra (1995) - Padre
- El vuelo del águila (1994) - Francisco I. Madero
- Alcanzar una estrella II (1991) - Gustavo Rueda
- Alcanzar una estrella (1990) - Gustavo Rueda
- La casa al final de la calle (1989) - Roberto Gaytán
- Quinceañera (1987) - Ramón Fernández
- Principessa (1984)
- Colorina (1980) - Polidoro "Poli"
- J.J. Juez (1979) - Pajarito
- Los ricos también lloran (1979) - Arquitecto
- Mundo de juguete (1974-1977) - Eduardo
- El usurero (1969) - Javier
- El usurpador (1967)
- La tormenta (1967) - Antonio
- Lágrimas amargas (1967)
- Nuestro pequeño mundo (1966)
- Llamada urgente (1965) - Luis
- Juicio de almas (1964)
- Agonía de amor (1963)
- El caminante (1962)
- Sor Juana Inés de la Cruz (1962)
- Encadenada (1962)
- La leona (1961)
- Niebla (1961)
- Espejo de sombras (1960)
- El juicio de los padres (1960)

### Séries
- Como dice el dicho (2011).... Ignacio (episodio: "Mejor solo...")
- Hermanos y detectives (2009)
- Central de abasto (2009).... Beto (episodio: "Gran amor")
- Vecinos (2007).... Don Tobías (episodio: "Lecciones de piano")
- Hospital El Paisa (2004).... Lic. Lentón (episodio: "No andaba muerto")
- Mujer, casos de la vida real (2000-2004)
- Aquí está la Chilindrina (1994).... Padre Luna

### Filmes
- En el último trago (2014).... Agustín
- La brújula la lleva el muerto (2010).... Viejo
- Beltrán (1992)
- Infamia (1991)
- El hijo de Lamberto Quintero (1990)
- Los amores criminales de las vampiras morales (1986).... Ernesto
- Katy (1984).... Ratón de ciudad (voz)
- Volantín (1964)
- Los signos del zodíaco (1963).... Pedro Rojo

### Teatro
- Para vivir muy bien
- El rescate
- Piel debajo
- Vine, vi y mejor me fui
- Cueros y pieles
- La locura de los ángeles
- Debiera haber obispas
- Los amores criminales de las Vampiras Morales
- Los días felices
- Los árboles mueren de pie
- Los duendes
- Las alas del pez
- Palabras cruzadas
- Nosotros somos Dios
- Juego de niños (1954), de Victor Ruiz Iriarte.
- La gota de miel
- El gesticulador
- Panorama desde el puente
- Una ciudad para vivir

## Prêmios e Indicações

### Prêmio TVyNovelas
| Ano  | Categoría            | Telenovela       | Resultado |
| ---- | -------------------- | ---------------- | --------- |
| 2006 | Melhor primeiro ator | La esposa virgen | Nomeado   |
| 2016 | Melhor primeiro ator | Pasión y poder   | Nomeado   |

### Prêmios Bravo
| Ano  | Categoría                                 | Telenovela         | Resultado |
| ---- | ----------------------------------------- | ------------------ | --------- |
| 2015 | Melhor primeiro ator em programa unitario | Como dice el dicho | Ganhador  |